# Jansen (Nebraska)
Jansen – wieś w Stanach Zjednoczonych, w stanie Nebraska, w hrabstwie Jefferson.